# (300038) 2006 UF132
(300038) 2006 UF132 es un asteroide perteneciente al cinturón de asteroides, descubierto el 19 de octubre de 2006 por el equipo del Mount Lemmon Survey desde el Observatorio del Monte Lemmon, Arizona, Estados Unidos.

## Designación y nombre
Designado provisionalmente como 2006 UF132.

## Características orbitales
2006 UF132 está situado a una distancia media del Sol de 3,031 ua, pudiendo alejarse hasta 3,414 ua y acercarse hasta 2,648 ua. Su excentricidad es 0,126 y la inclinación orbital 4,105 grados. Emplea 1928,15 días en completar una órbita alrededor del Sol.

## Características físicas
La magnitud absoluta de 2006 UF132 es 15,7.